# Château de Dublin
Le château de Dublin (Dublin Castle) est un château situé dans Dame Street à Dublin. Il s'agit d'une ancienne motte castrale, choisi pour sa position au point le plus élevé du centre de Dublin. Jusqu'en 1922, il a été le siège de l'administration du gouvernement britannique en Irlande. La plupart des bâtiments actuels datent du XVIIIe siècle, bien qu'un château se soit dressé sur le site depuis l'époque du Roi Jean, premier seigneur d'Irlande (1167—1216). Le château a été le siège du gouvernement anglais, puis britannique, de l'Irlande sous la Seigneurie d'Irlande (1171-1541), le Royaume d'Irlande (1541-1800) et le Royaume-Uni de Grande-Bretagne et d'Irlande (1801-1922). Aujourd'hui il est un des sites touristiques et historique de la ville. 

## Histoire
Il a rempli de nombreuses fonctions au cours des siècles. ll fut principalement la résidence royale où demeurait le Vice-roi d'Irlande, représentant de la couronne britannique. Les Viceregal Apartments (appartements du Vice-roi), désormais appelés State Apartments, sont désormais le lieu d'investiture du président irlandais.
Le secrétaire en chef de l'Irlande, deuxième personnage du gouvernement, avait aussi ses bureaux au château. Au cours des années, le parlement et la cour de justice se tinrent un moment en cet endroit avant de s'établir dans des bâtiments distincts. Le bâtiment a servi aussi de caserne militaire.
Pendant l'occupation britannique de l'Irlande, l'expression "Castle Catholic" (catholique du château) était un terme péjoratif qui désignait un catholique qui soutenait l'administration britannique en place, alors au château.

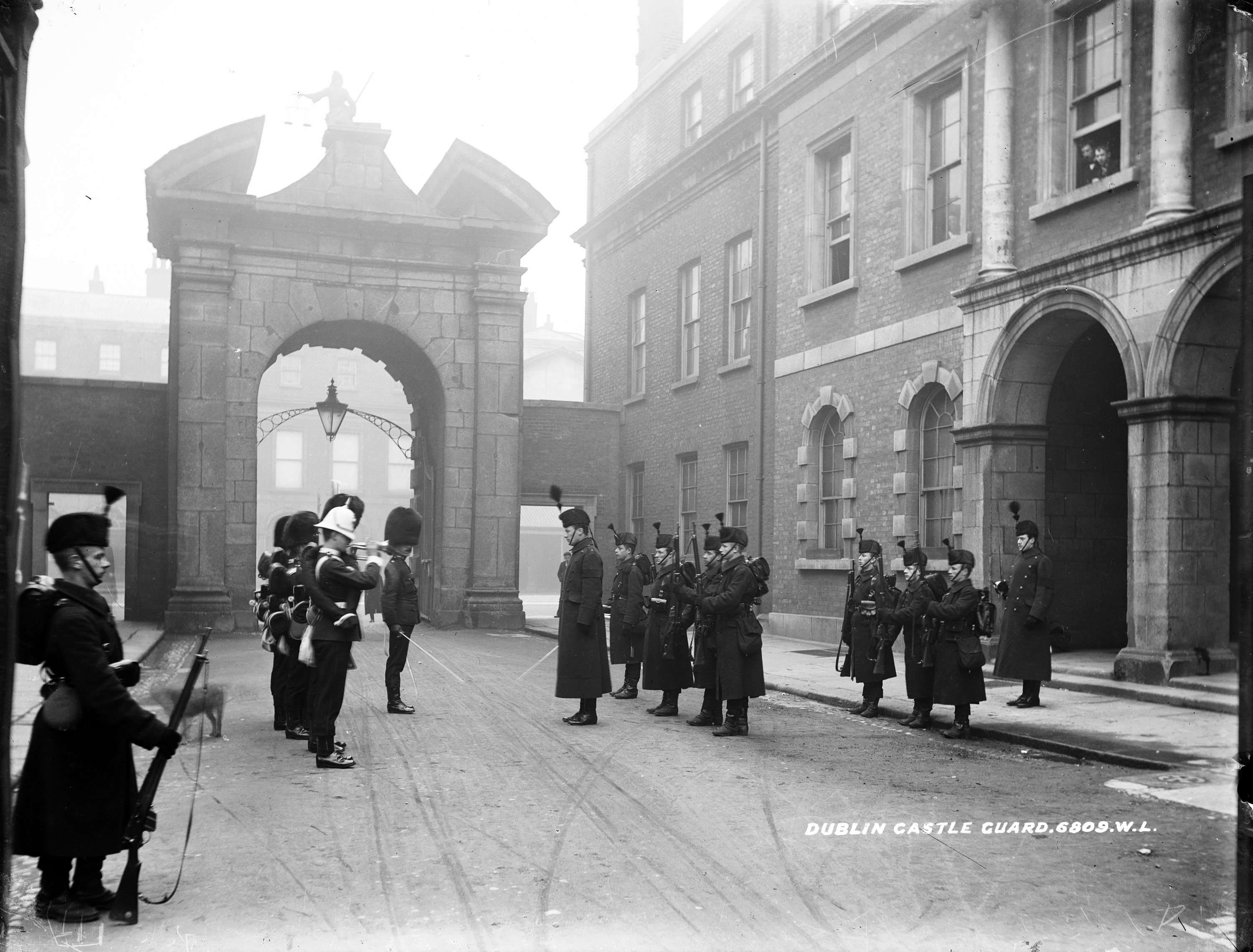
Garde du Château, vers 1905.

En 1907, les joyaux de la couronne irlandaise, qui se trouvaient dans le château, furent dérobés.
Pendant la guerre anglo-irlandaise, le château fut le cœur des efforts militaires britanniques contre les républicains. Pendant la nuit du Bloody Sunday en 1920, deux officiers de l'IRA et un de leurs complices furent tués en essayant de s'en échapper.
Le château cessa d'être utilisé par le gouvernement en 1922, quand l'Irlande devint un État indépendant. Pendant quelque temps, il servit de cour de justice, puisque les Four Courts avaient été quasiment détruits en 1922. Quand la cour de justice changea de siège, le château fut utilisé pour des cérémonies. C'est là que Éamon de Valera recevait les ambassadeurs. Les investitures des présidents ont toutes eu lieu au château à partir de 1945, la dernière le 11 novembre 2011 pour Michael D. Higgins.
Le château est désormais un lieu touristique et, après avoir été rénové, il est maintenant utilisé comme centre de conférence. Pendant la présidence irlandaise de l'Union européenne, il fut le théâtre de plusieurs réunions du Conseil européen.
La crypte de la chapelle royale est désormais un centre artistique où des concerts ont lieu occasionnellement. Les bâtiments sont ouverts au public, sauf pendant les cérémonies officielles. Les plus visitées sont le St. Patrick's Hall, une vaste salle de bal, où se déroulent les investitures et le Throne Room où l'on peut voir un trône de Guillaume III d'Angleterre et les appartements du vice-roi qui comprennent les chambres utilisées par les vice-rois ou par les membres de la famille royale. La dernière personne à avoir utilisé une de ces chambres est Margaret Thatcher qui y passa une nuit en 1979 lors d'une réunion du Conseil européen.

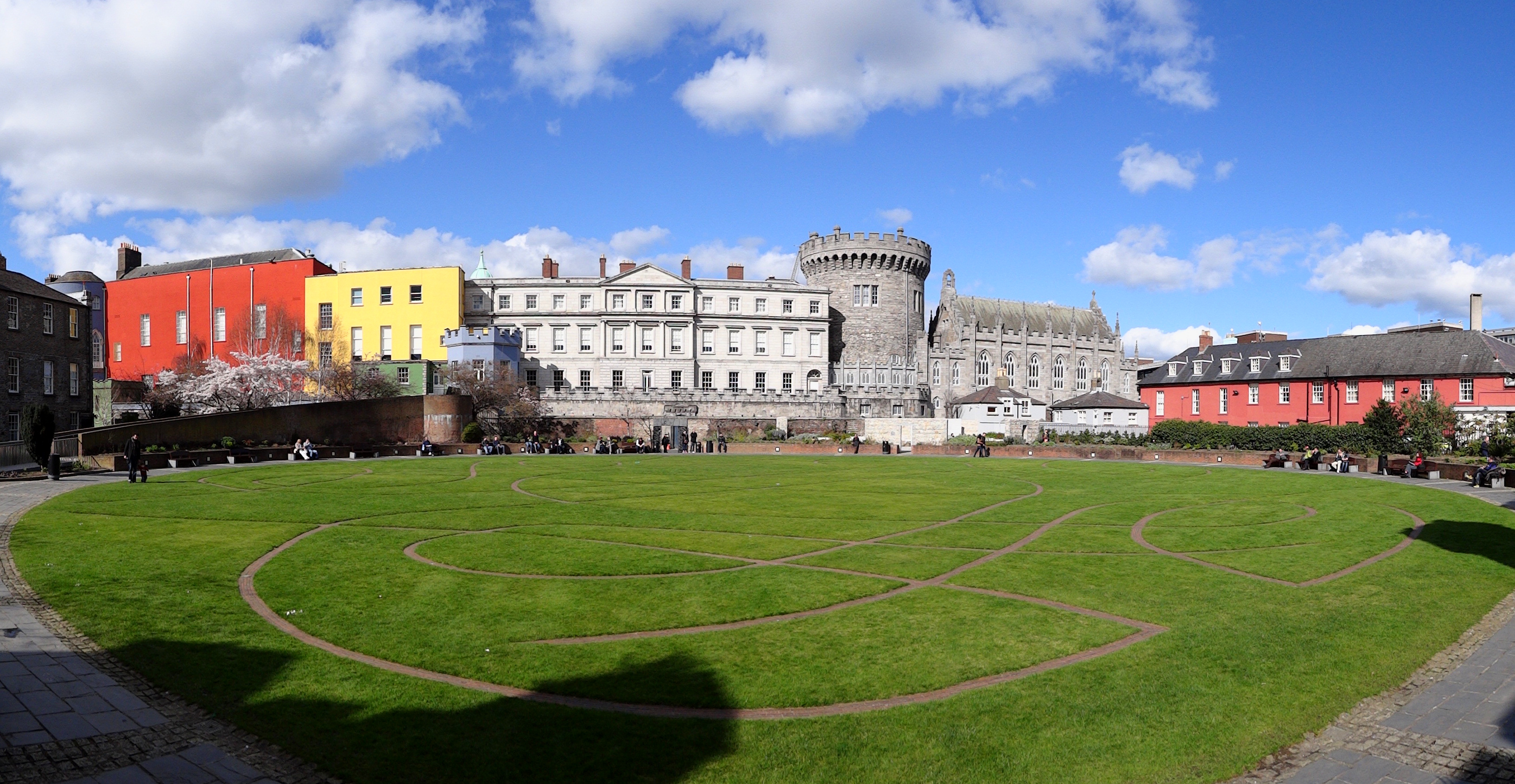
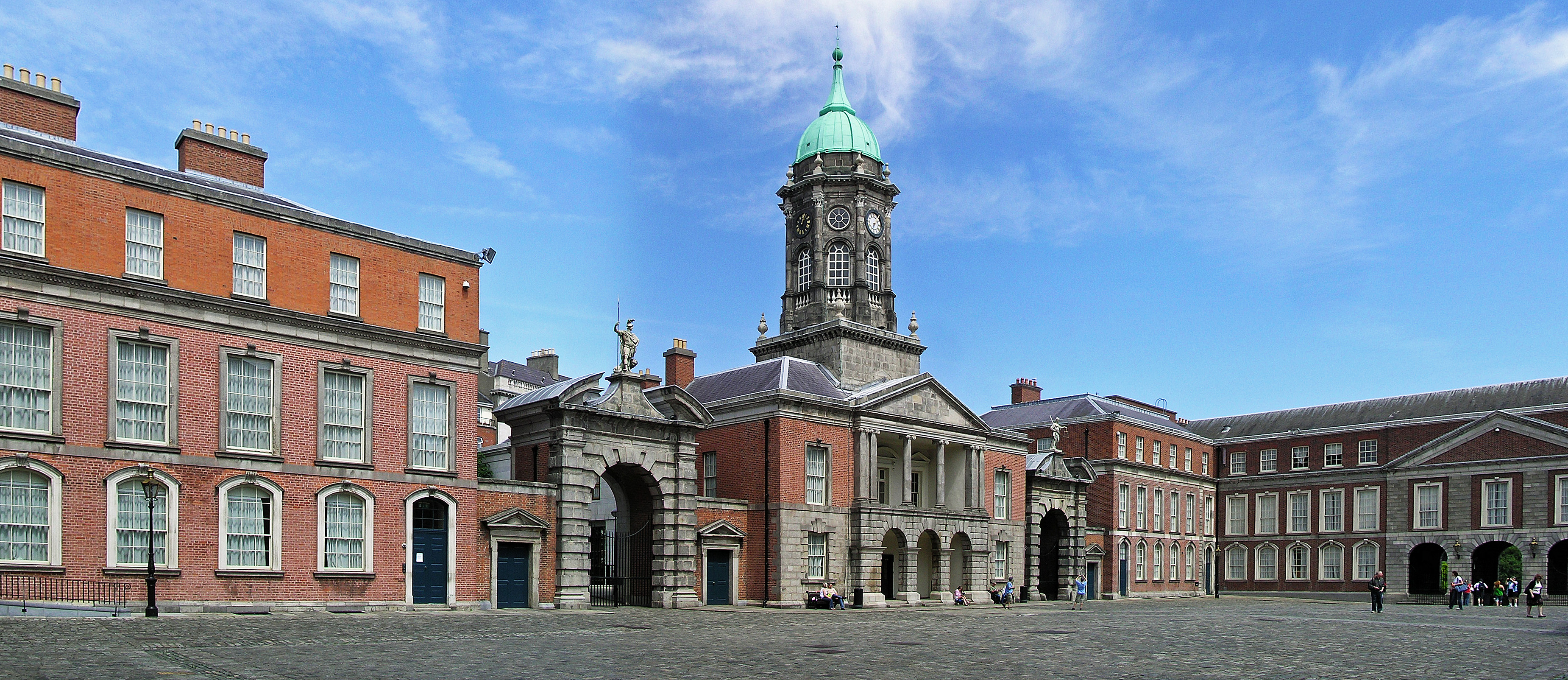
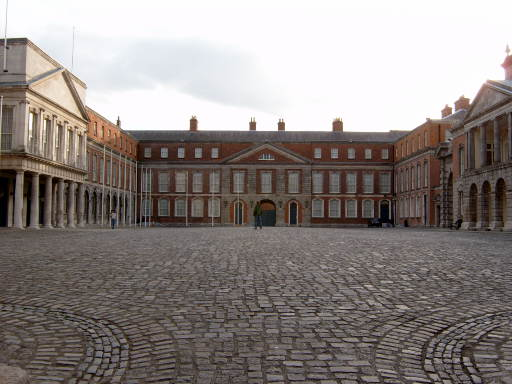
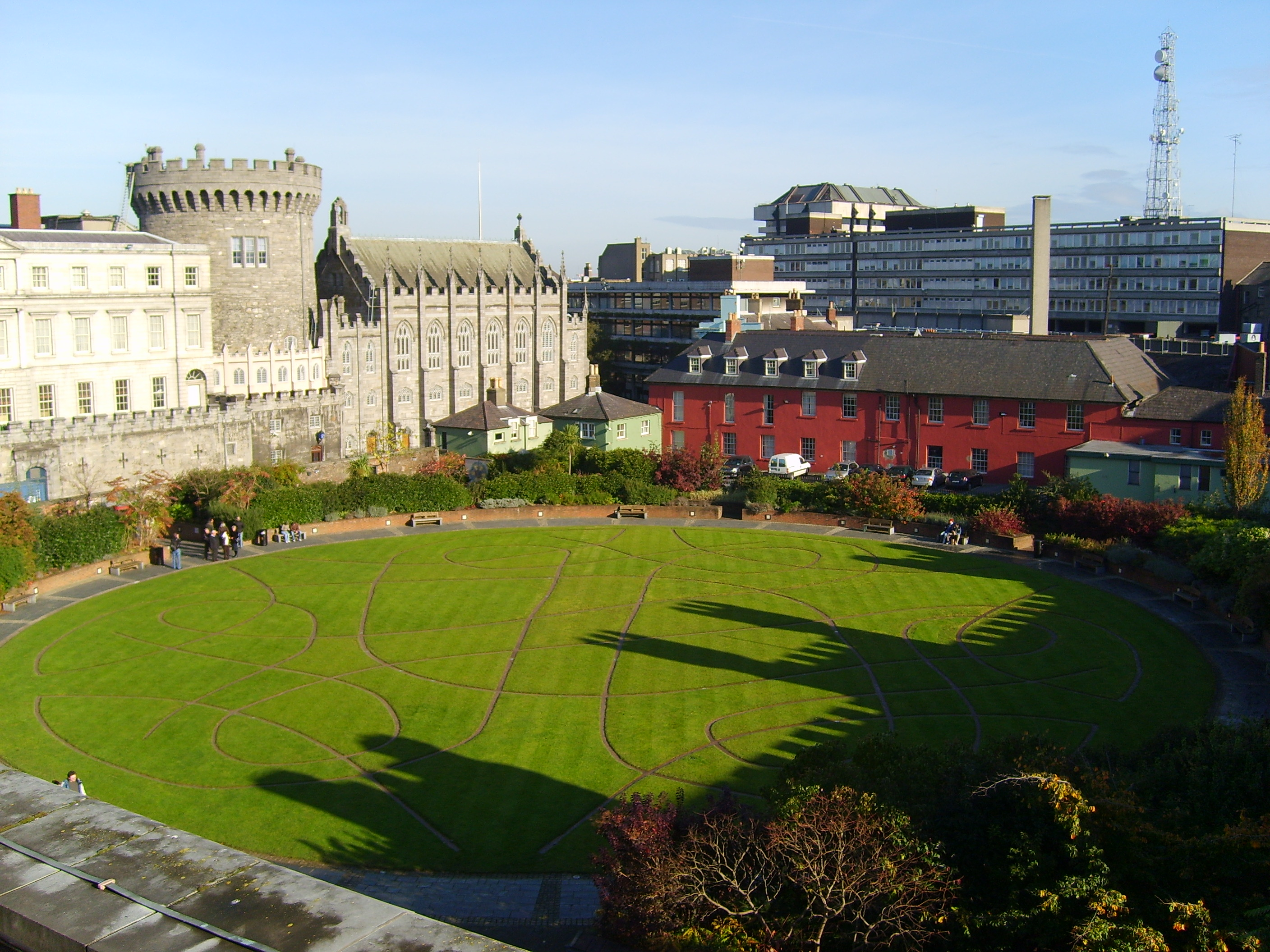
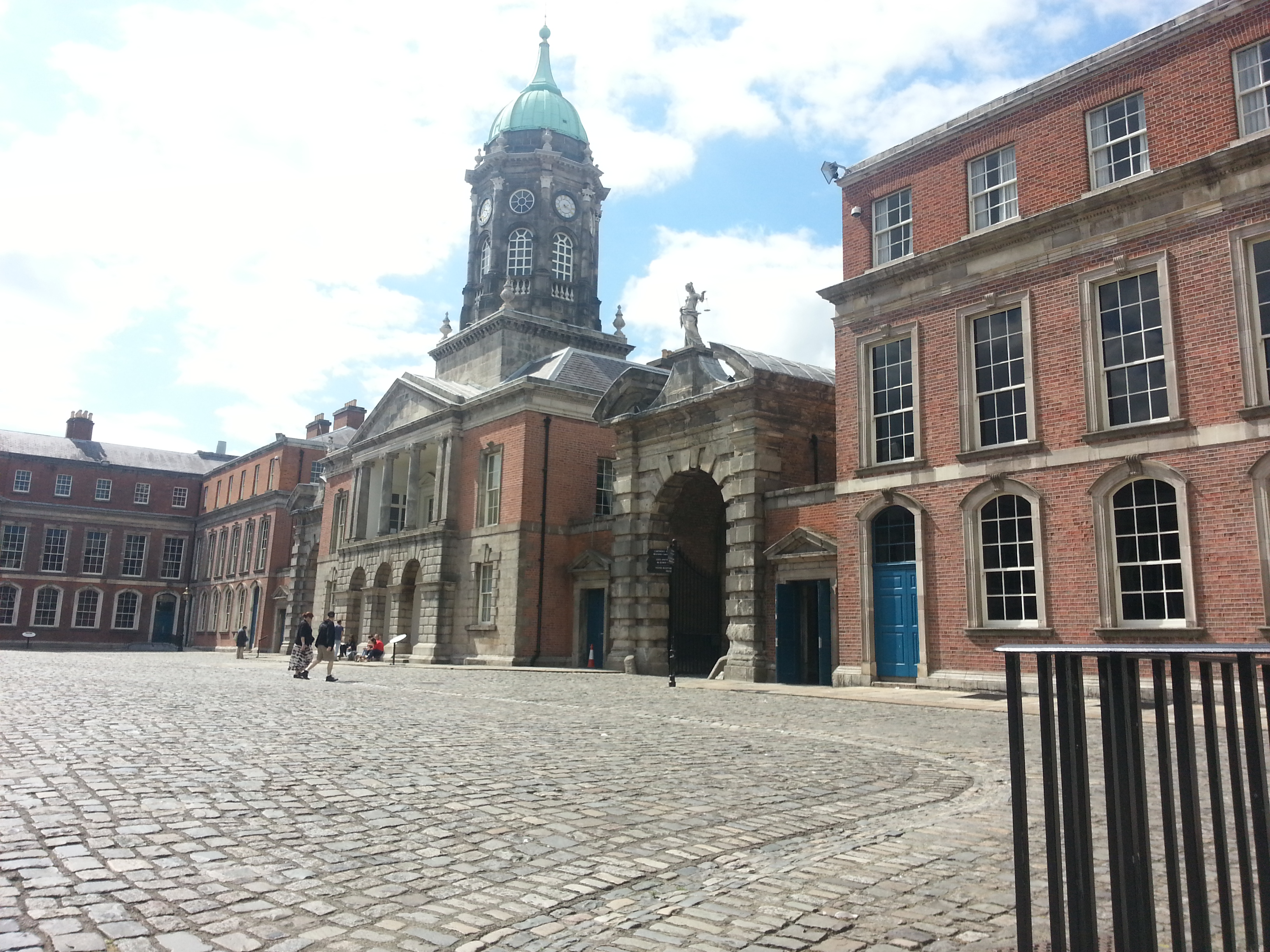

## Sources
- (en) Sean Duffy, John Montague, Kevin Mulligan et Michael O'Neill, Castle of Dublin : From fortress to Palace, vol. 1- Vikings to Victorians: a History of Dublin Castle to 1850, Dublin, National Monuments Service, 2022, 309;l: (ISBN 978-1-4468-8071-5).
- (en) Ann Lynch, Conleth Manning et Ken Wiggins, Castle of Dublin : From fortress to Palace, vol. 2- The Viking-age Archeology, Dublin, National Monuments Service, 2023, 327 p. (ISBN 978-1-4468-8096-8).